# Petsália
Petsália är en ort i Grekland.   Den ligger i prefekturen Nomós Aitolías kai Akarnanías och regionen Västra Grekland, i den centrala delen av landet, 250 km nordväst om huvudstaden Aten. Petsália ligger 608 meter över havet och antalet invånare är 125.
Terrängen runt Petsália är kuperad åt nordväst, men åt sydost är den bergig.Runt Petsália är det glesbefolkat, med 10 invånare per kvadratkilometer. Närmaste större samhälle är Kompóti, 12,4 km väster om Petsália. I omgivningarna runt Petsália växer i huvudsak blandskog.